# Нельсон-Лагун (Аляска)
Нельсон-Лагун (англ. Nelson Lagoon) — переписна місцевість (CDP) в США, в окрузі Східні Алеутські острови штату Аляска. Населення — 41 особа (2020).

## Географія
Нельсон-Лагун розташований за координатами 55°53′56″ пн. ш. 161°32′23″ зх. д. / 55.89889° пн. ш. 161.53972° зх. д. (55.898813, -161.539712). За даними Бюро перепису населення США в 2010 році переписна місцевість мала площу 639,67 км², з яких 487,22 км² — суходіл та 152,45 км² — водойми.

## Демографія

### Перепис 2010
Згідно з переписом 2010 року, у переписній місцевості мешкали 52 особи в 22 домогосподарствах у складі 14 родин. Густота населення становила 0 осіб/км². Було 32 помешкання (0/км²).
Расовий склад населення:
| - 75,0 % — корінних американців - 21,2 % — білих - 1,9 % — азіатів |

До двох чи більше рас належало 1,9 %. Частка іспаномовних становила 1,9 % від усіх жителів.
За віковим діапазоном населення розподілялося таким чином: 13,5 % — особи молодші 18 років, 78,8 % — особи у віці 18—64 років, 7,7 % — особи у віці 65 років та старші. Медіана віку мешканця становила 41,0 року. На 100 осіб жіночої статі у переписній місцевості припадало 108,0 чоловіків; на 100 жінок у віці від 18 років та старших — 114,3 чоловіків також старших 18 років.
Середній дохід на одне домашнє господарство становив 85 218 доларів США (медіана — 74 375), а середній дохід на одну сім'ю — 87 390 доларів (медіана — 73 750).
Цивільне працевлаштоване населення становило 29 осіб. Основні галузі зайнятості: транспорт — 34,5 %, публічна адміністрація — 20,7 %, освіта, охорона здоров'я та соціальна допомога — 20,7 %.

### Перепис 2000
За даними переписом 2000 року населення статистично відокремленої місцевості становило 83 особи. Расовий склад: корінні американці — 78,31 %; білі — 13,25 %; азіати — 2,41 %; представники двох і більше рас — 6,02 %.
З 31 домашніх господарств в 41,9 % — виховували дітей віком до 18 років, 51,6 % представляли собою подружні пари, які спільно проживають, в 9,7 % сімей жінки проживали без чоловіків, 35,5 % не мали родини. 19,4 % від загального числа сімей на момент перепису жили самостійно, при цьому 3,2 % склали самотні літні люди у віці 65 років та старше. В середньому домашнє господарство ведуть 2,68 особи, а середній розмір родини — 3,15 особи.
Частка осіб у віці молодше 18 років — 30,1 %; осіб старше 65 років — 3,6 %. Середній вік населення — 33 роки. На кожні 100 жінок припадає 107,5 чоловіків; на кожні 100 жінок у віці старше 18 років — 107,1 чоловіків.

## Транспорт
Єдиними засобами сполучення з містом служать човни та авіація. Є невеликий аеропорт.